# Ченстохова-Ракув
Ченстохова-Ракув (пол. Częstochowa Raków) — остановочный пункт в Ченстохове (расположен в дзельнице Ракув), в Силезском воеводстве Польши. Имеет 2 платформы и 3 пути.
Остановочный пункт на железнодорожной линии Варшава — Катовице, построен в 1910 году. Кроме того, здесь идёт линия к станции Кусента-Нове и грузовая линия к станции Ченстохова-Мирув.